# Юлчурина Альфія Мурзабулатівна
Юлчурина Альфія Мурзабулатівна (нар. 25 квітня 1960, Старосубхангулово Бурзянського району Башкирської АРСР) — співачка, народна артистка Республіки Башкортостан (2010).

## Біографія
Народилася 25 квітня 1960 року в селі Старосубхангулово Бурзянського району Башкирської АРСР.
У 1983 році закінчила Уфимське училище мистецтв — відділення сольного співу (клас А. К. Масалімової).
Після закінчення училища працювала художнім керівником Бурзянського районного Будинку культури.
З 1996 року — артистка вокалістка Башкирської філармонії. Володіє голосом меццо-сопрано широкого діапазону.
Працювала в естрадних групах філармонії під керівництвом Ф. Ганієва, Р. Вальмухаметова, «Кызык и Мэзэк».
З 2007 року Юлчурина А. М. — солістка естрадно-джазового оркестру Башкирської державної філармонії.

## Вокальні партії
Башкирські народні пісні «Абдрахман кантон», «Боронғо йыр» — «Старовинна пісня», «Гайса ахун», «Ҡара урман» — «Темний ліс», «Сібай», «Юлготло», «Ялан Яркей», пісні і романси З. Г. Ісмагілова, Т. Ш. Карімова, С. А. Нізаметдінова, С. З. Сайдашева, З. Хакіма, Р. М. Хасанова, Р. М. Яхіна, старовинні російські романси та ін.

## Нагороди та звання
- Народна артистка Республіки Башкортостан (2010)
- Заслужена артистка Республіки Башкортостан (2002)
- Лауреат конкурсів пісні «Йәш тауыштар» («Молоді голоси», 1989), виконавців баш. пісень «Яҙғы моңдар» («Весняні мелодії», 1995; обидва — Уфа).